# Ірбіс (каган)
Ірбіс Дулу (бл. 610 — бл. 665) — засновник і 1-й володар Хозарського каганату. Не слід плутати з Ірбіс Шегуй-ханом, що загинув у 650 році.

## Життєпис
Походив з династії Ашина. Син Бйорі (Бері, Бурі)-шада, що деякий час боровся за владу над Західно-тюркським каганатом, загинувши близько 650 року. У 651 році після поразки його прихильників втік до річки Ітіль, де місцеві хозари сприйняли Ірбіса в якості свого володаря (близько 630 року зафіксовано формування держави у хозар, які перебували під зверхністю Тюркського каганату). Скориставшись боротьбою за владою в Західно-тюркськогому каганаті, Ірбіс оголосив себе незалежним каганом. Це в свою чергу призвело до утворення самостійного Булгарського канганату у Приазов'ї.
Більшу частину правління присвятив захисту володінь від Західно-тюркського каганату та Арабського халіфату. Є згадки його походів у Надволж'я. Ставка розташовувалася у місті Ітіль або Атіль (невідомо його споруджено за наказом Ірбіса, або існувала у хозар раніше).
У 653 році хозарське військо завдало поразки арабам у битві біля Беленджеру. В результаті зміцнив Хозарський каганат, заклавши необхідні основи державності. Скориставшись боротьбою за владу в правління халіфа Алі починає активно втручатися у справи кавказьких держав, здійснюючи походи проти Іберії та Кавказької Албанії. У 655 році було підкорено Приазов'я, значна частина північного Причорномор'я та частина Степового Криму.
Близько 658 року війська Ірбіса вдерлися до Кавказької Албанії, але біля річки Кури зазнали поразки від великого князя Джеваншира. У 660 або 662 році здійснив новий похід, дійшовши до Араксу. На цей раз Ірбіс змусив Джеваншира укласти союзний договір, який було закріплено шлюбом доньки кагана з князем усієї Кавказької Албанії.
У 668 році помер або загинув. Новим кагантом став Хальга, син або брат Ірбіса.